# Szund

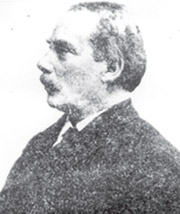
Szomer

Szund (jid. odpadki, szmira, kicz, niem. odpadki garbarskie) – użwany od lat 80. XIX wieku termin określający żydowską, jidyszową literaturę popularną niskiego gatunku, często odnosił się także do popularnego teatru jidysz. Według Chone Szmeruka określenie zostało użyte po raz pierwszy wobec utworu literackiego w 1898 roku.
Za pioniera literatury szundowej uważa się Nachuma Majera Szajkiewicza, ps. „Szomer”, który był autorem ponad 250 powieści i opowiadań oraz 50 sztuk teatralnych w języku jidysz oraz 15 w języku hebrajskim. Większość twórczości szundowej publikowano jako odcinki w czasopismach, twórcy szundowi unikali podawania swoich personaliów i w dużej mierze tworzyli pod pseudonimami.
Jedną z osób propagujących walkę z szundem w teatrze jidyszowym był Icchok Lejb Perec, a w literaturze – Szolem Alejchem.
„Szund teatrem” określano również twórczość Abrahama Goldfadena.